# 新潟清酒学校
新潟清酒学校（にいがたせいしゅがっこう）とは、新潟市中央区にある、日本酒醸造技術の中堅技能者を育成する教育機関である。

## 設立
新潟県酒造組合は杜氏・蔵人などの酒造技能者の後継者不足を憂慮し、1984年（昭和59年）、組合内に新潟清酒教育委協会を設置し、その下に新潟清酒学校を設立した。

## 概要
新潟清酒学校は、新潟清酒の製造技術の伝承を中心に「酒造技術の基礎を習得させ、将来の幹部技能者として、各酒蔵の中核となって活躍することが期待される技能者を育成する」ことを目的としている。
講師は新潟県醸造試験場の研究員や県内酒造会社の第一線で働いている酒造技術者など約30名、講座数は4講座約30科目、授業時間は年間約100時間、1日の授業時間は5時間程度、1ヶ月の通学日数は2日間程度、終了年限は3年間、入学定員ならびに卒業生は毎年20名ほどである。
過去に卒業した300名近い卒業生は酒造関係の仕事につき、すでに杜氏になっている者が平成15年の時点で16名いる。また同校の同窓会は実質上、新潟県の酒造関係者の中心的なネットワークの役割を果たしている。

## 特徴
すでに新潟県内の酒造企業に通年雇用されており（職種は不問）、企業主（たいがいは蔵元）が入学が適切と判断して推薦する者を入学条件の一つとして掲げるなど、まったくの無垢な初心者として日本酒造りを志す者ではなく、ある程度新潟酒に関して素養もあり、業界の事情を多少なりとも知っている者を対象としているのが特徴である。
また、原則として「酒造企業の経営者の子弟でないこと」が入学条件に入れられている。蔵元の子弟であれば、当然ながら自分の蔵で学習できるであろうとの考えに基づいているのである。
蔵元へは、その酒造企業における勤務が2年を超える従業員のみ推薦するよう学校側が希望している。これは、あまりに採用した直後の従業員であると、その蔵に属しているという意識が薄く、業界の事情がわかるにつれて落伍するケースが多いからである。